# Ligadura (medicina)

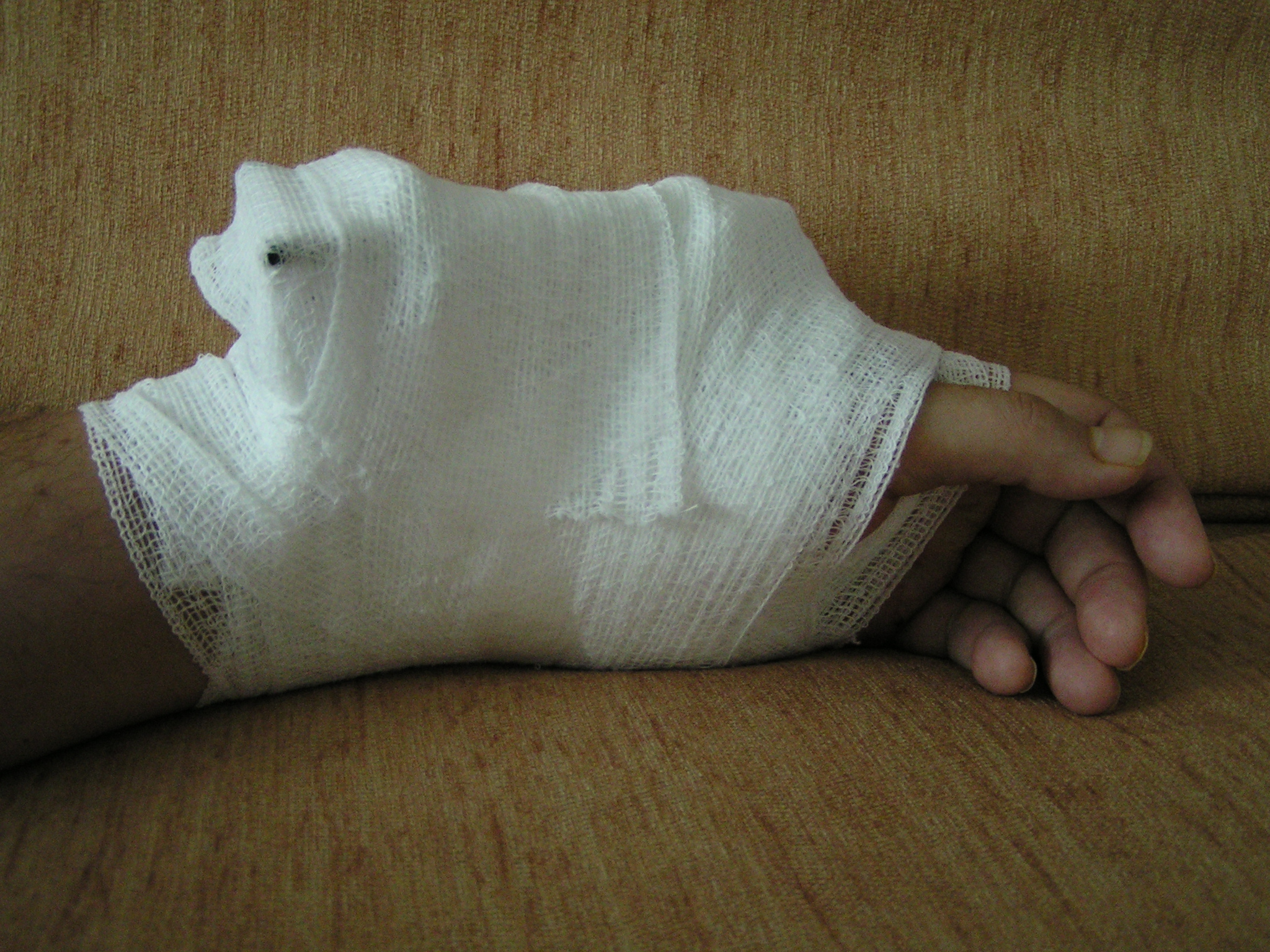
Punho envolto numa ligadura, a recobrir um fixador aplicado após fratura óssea.

Ligadura em Portugal ou atadura no Brasil, é uma faixa de material usada para suportar um curativo ou uma tala, ou ainda para proporcionar suporte a uma parte do corpo. A sua constituição pode ser muito variada, desde simples tiras de roupa, tolhas ou lençóis, a ligaduras desenhadas especificamente para aplicação num membro ou parte do corpo.